# Magic Dance: The Music of Kenny Barron
Magic Dance: The Music of Kenny Barron ist ein Jazzalbum von Greg Abate. Die 2020 in den Van Gelder Studios, Englerwood Cliffs, New Jersey, entstandenen Aufnahmen erschienen 2021 auf dem Label Whaling City Sound.

## Hintergrund
Der Holzbläser Greg Abate hatte bereits 1996 mit Kenny Barron das Album Bop Lives! aufgenommen und wollte sich diesmal ausschließlich auf die Kompositionen des Pianisten konzentrieren. Abate entschied sich dafür, bei dem Barron-Projekt seine Fähigkeiten auf einer Vielzahl von Blasinstrumenten per Mehrspurtechnik zu präsentieren; des Weiteren gelang es ihm, den Pianisten Kenny Barron selbst für das Projekt zu gewinnen. Mitglieder der Rhythmusgruppe sind neben Barron der Bassist Dezron Douglas und der Schlagzeuger Johnathan Blake.
Für dieses Projekt veränderte Greg Abate das mit Kenny Barron, Dezron Douglas und Johnathan Blake im Rudy Van Gelder Studio aufgenommene Material, fügte bei Bedarf seine eigenen Ideen ein und setzte seine Arrangements mit mehreren Saxophon-Overdubs um, schrieb Jim Hymes, aber wenn ihm das Original-Material gut genug war, ließ er es unbehandelt. Abate hat für die Stücke „Innocence“ und „Voyage“ sogar eine Bigband-Saxophon-Gruppe (zwei Alt-, zwei Tenor- und Bariton-Saxophone) aufgenommen, während die anderen zwölf Titel entweder ein Holzblasinstrument oder zwei in Harmoniespiel präsentieren.
Ursprünglich war die Aufnahme im Van Gelder Studio für Ende Mai 2020 angesetzt, aber aufgrund der COVID-19-Pandemie in den Vereinigten Staaten wurde die Session auf den September verschoben. In der Zwischenzeit hat Abate jedes Stück überarbeitet und Änderungen vorgenommen: harmonische Entscheidungen, Einleitungen, Zwischenspiele, Soloabschnitte und Enden. Meistens sind die Soloakkorde sowieso anders als die Akkorde der Melodie, aber auch diese wurden neu arrangiert. „Das Ziel war immer, persönliche Anpassungen vorzunehmen, die Kennys schöne Melodien ergänzen“, so Abate im Interview mit Jim Hymes. „Ich habe [Barron] mehrmals gefragt, ob es ihm etwas ausmacht, dass ich so viele Änderungen vornehme, und jedes Mal sagte er nur: ‚Es ist cool. Wir werden sie bei der Probe spielen‘.“ Diese Sessions wurden über drei Tage durchgeführt, gefolgt von Overdubbing.

## Titelliste
- Greg Abate: Magic Dance: The Music of Kenny Barron (Whaling City Sound WCS126)[3]

CD 1
1. Sunshower 5:17
2. Cook’s Bay 6:09
3. Golden Lotus 7:54
4. Innocence 7:19
5. Water Lilly 9:59
6. Sonia Braga 7:38
7. Bud Like 3:47

CD 2
1. Lemuria 6:14
2. Concentric Circles 4:52
3. Rain 8:28
4. Voyage 5:25
5. Magic Dance 5:35
6. Song for Abdullah 4:31
7. And Then Again 5:35

Die Kompositionen stammen von Kenny Barron.

## Rezeption
Nach Ansicht von Rob Rosenblum, der das Album in All About Jazz rezensierte, sei dieses Album nur zum Teil eine Hommage an den fast legendären Pianisten Kenny Barron. Was es wirklich von Abates früheren Projekten unterscheide, sei das geschmackvolle und ansprechende Overdubbing, das Abate in seinen Arrangements anwende, um die Melodien Barrons zu verschönern. Darüber hinaus zeige es Abate, der am stärksten als Altsaxophonist sei. Dezron Douglas und Johnathan Blake spielten hier meist nur eine unterstützende Rolle, obwohl sie ein paar kurze Soli haben, aber sie würden eine perfekte Kulisse für das hervorragende Solo dieser beiden Bebop-Meister bieten. Dieses Album stelle einen guten Einblick in Abates vielfältigen Talente dar, so das Resümee des Autors.

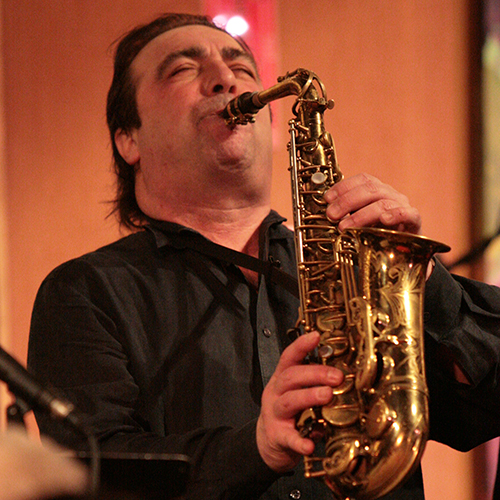
Greg Abate 2016. Fotografie von Judith Potter

Britt Robson schrieb in JazzTimes, Abate habe eindeutig eine Menge Spaß daran gehabt, den Mix an Kenny-Barron-Stücken aufzubereiten, etwa als robuster Swing von Barrons Komposition „Voyage“, das bereits von John LaBarbera für Bigband neu arrangiert wurde. Die zahlreichen Stimmungs- und Instrumentenwechsel würden die 14 Songs von Magic Dance wie eine strahlende Spirale in unvorhersehbarer Geschwindigkeit entfalten lassen. Barrons Pianospiel zeige eine außergewöhnliche Mischung aus Eleganz und Innovation. Die Stärken des Albums seien vor allem Abates Vielseitigkeit und seine wohlüberlegten Arrangements, die weder sklavisch imitierend seien noch der Integrität von Barrons Werk schadeten. Das mache auch sein Spiel und das Projekt zu mehr als die Summe seiner Teile.
Matthew Wright meinte im Jazz Journal, das Ergebnis der Behandlung der Quartettsession durch das Overdubbing Abates sei ein harmonischer Klang, über den sein Leitinstrument effektvoll zur Geltung komme. Seine Vielseitigkeit zeige sich im Einsatz des Altsaxophons, für den er bekannt sei, aber auch von Bariton-, Tenor-, Sopransaxophon und Flöte. Wie gut das Konzept aufgegangen sei, habe sich in den direkteren schnellen Tracks gezeigt: in „Golden Lotus“, „Voyage“ und „And Then Again“, auf denen Abates Alt durch die tiefe, volle Textur der Tenors bereichert werde. Auf „Innocence“ sei das Sopran das führende Instrument, aber es werde dem Stück ein Big-Band-Feeling verliehen. Lohnend sei es zu hören, wie Abate jeweils das am besten geeignete Lead-Instrument für jede Komposition den zusätzlichen Bäserspuren gegenübergestellt habe.
Nach Meinung von Peter Vacher (Jazzwise) habe Abate offensichtlich genau überlegt, welche Instrumente er bei allen Stücken einsetzen sollte; er habe Akkorde und Zwischenspiele modifiziert und all diese Harmoniestimmen in den zusätzlich eingespielten Passagen arrangiert. Diese käme etwa in „Bud-Like“ gut an, in dem sein verdoppeltes Altsaxophon-Workout die Art von solistischem Feuer zeige, das zu Tage trete, wenn Abate live spielt. Wie zu erwarten, resümiert Vacher, sei das Spiel auf dem Album durchweg erstklassig.
Abate schaffe es gut, Barrons swingendes Repertoire mit Balladen auszubalancieren, für die Barron so bekannt sei, meinte Jim Hymes im Glide Magzine. Während Abate in seinem melodischen Sinn und seiner leidenschaftlichen Darbietung umwerfend sei, bereite das Album natürlich einen der ikonischen Pianisten unserer Zeit die Bühne, Kenny Barron, neben einem der am meisten gefeierten Rhythmus-Tandems im Jazz. Beispielsweise solle man sich Barrons großartige Einführung in „Rain“ anhören, um seine überragende Begabung für Balladen zu würdigen. Dies ist eines der besten Straight-ahead-Jazz-Alben, zu dem man sicherlich oft zurückkehren werde.